# 1878 (numero)
Milleottocentosettantotto (1878) è il numero naturale dopo il 1877 e prima del 1879.

## Proprietà matematiche
- È un numero pari.
- È un numero composto da 8 divisori: 1, 2, 3, 6, 313, 626, 939, 1878. Poiché la somma dei suoi divisori (escluso il numero stesso) è 1890 > 1878, è un numero abbondante.
- È un numero sfenico.
- È un numero congruente.
- È un numero semiperfetto in quanto pari alla somma di alcuni (o tutti) i suoi divisori.
- È un numero odioso.
- È un numero intero privo di quadrati.
- È parte delle terne pitagoriche (150, 1872, 1878), (1878, 2504, 3130), (1878, 97960, 97978), (1878, 293904, 293910), (1878, 881720, 881722).

## Astronomia
- 1878 Hughes è un asteroide della fascia principale del sistema solare.

## Astronautica
- Cosmos 1878 è un satellite artificiale russo.